# Eve Gordon
Eve Gordon (* 25. Juni 1960 in Pittsburgh, Pennsylvania) ist eine US-amerikanische Schauspielerin.

## Leben
Gordon studierte zunächst Geschichtswissenschaft an der Brown University und absolvierte danach den Master of Fine Arts an der Yale School of Drama. Sie hatte ihr Spielfilmdebüt 1982 in George Roy Hills Tragikomödie Garp und wie er die Welt sah und spielte danach Theater, unter anderem am Broadway. Nach einigen Gastrollen in Fernsehserien erhielt sie 1988 eine der Hauptrollen in der Serie Almost Grown, die jedoch nach 13 Episoden eingestellt wurde. 1991 spielte sie in der Emmy-Ausgezeichneten Miniserie Das Schicksal der Jackie O. die Rolle der Marilyn Monroe. 1992–1993 spielte sie an der Seite von John Forsythe in der Serie The Powers That Be, die nach der zweiten Staffel eingestellt wurde; 1994 hatte sie an der Seite von Drew Carey in The Good Life erneut die weibliche Hauptrolle in einer Serie, jedoch auch diese Serie endete frühzeitig.
1997 spielte sie in der Direct-to-Video-Fortsetzung der Disney-Komödie Liebling, ich habe die Kinder geschrumpft die weibliche Hauptrolle und hatte im darauf folgenden Jahr eine wiederkehrende Gastrolle in der Serie Felicity. 2008 spielte sie im mehrfach mit dem Emmy ausgezeichneten HBO-Filmdrama Recount über das Stimmnachzählen in Florida während der Präsidentschaftswahl in den Vereinigten Staaten 2000.
Gordon ist verheiratet und hat zwei Töchter.

## Filmografie (Auswahl)
- 1982: Garp und wie er die Welt sah (The World According to Garp)
- 1987: Die Bill Cosby Show (The Cosby Show, Fernsehserie)
- 1990: Murphy Brown
- 1990: Avalon
- 1991: Das Schicksal der Jackie O. (A Woman Named Jackie)
- 1991: Sommerparadies (Paradise)
- 1997: Liebling, jetzt haben wir uns geschrumpft (Honey, We Shrunk Ourselves)
- 1998: Practice – Die Anwälte (The Practice)
- 1998: Eine wüste Bescherung (I’ll Be Home for Christmas)
- 1998: Felicity (Fernsehserie)
- 2002: Monk (Fernsehserie)
- 2005: Without a Trace – Spurlos verschwunden (Without a Trace, Fernsehserie)
- 2005: Miss Undercover 2 – Fabelhaft und bewaffnet (Miss Congeniality 2: Armed and Fabulous)
- 2006: Der Fluch – The Grudge 2 (The Grudge 2)
- 2007: Cold Case – Kein Opfer ist je vergessen (Cold Case, Fernsehserie)
- 2007: Dr. House (House M.D., Fernsehserie)
- 2008: Recount
- 2008: Two and a Half Men (Fernsehserie)
- 2009: Emergency Room – Die Notaufnahme (ER, Fernsehserie)
- 2010: Ghost Whisperer – Stimmen aus dem Jenseits (Ghost Whisperer, Fernsehserie)
- 2010: Medium – Nichts bleibt verborgen (Medium, Fernsehserie)
- 2012–2013: Apartment 23 (Don’t Trust the B---- in Apartment 23, Fernsehserie)
- 2017: The Circle
- 2019: Big Little Lies (Fernsehserie, 3 Folgen)